# Saycon Sengbloh
Saycon Sengbloh, född 23 oktober 1977 i Atlanta, är en amerikansk skådespelare.
Sengbloh har bland annat medverkat i TV-serierna In the Dark (2019-2020), Delilah från 2021 och The Wonder Years (2021-2023). Hon har även medverkat i filmen Respect från 2021.

## Filmografi (i urval)
- 2019-2020: In the Dark
- 2021: Delilah
- 2021: Respect
- 2021-2023: The Wonder Years